# Коста Заимов
Коста Александров Заимов е виден български психиатър, професор.

## Биография
Роден е на 22 юли 1919 г. в град Габрово. Той е първи братовчед на езиковеда Йордан Заимов. През 1943 г. завършва медицина в Софийския университет. Специализира се в областта на неврологията и психиатрията. В периода 1961 – 1973 г. преподава психопатология и неврофизиология в Софийския университет. През 1960 г. защитава кандидатска (докторска) дисертация на тема „Върху някои общи страни от патофизиологията на агнозиите, афазиите, апраксиите и разкъсаното мислене при шизофренията“. Основните му области на интереси са разстройствата на паметта, мисленето, агнозиите, афазиите, апраксиите и речевите грешки. Изследва творчеството на художника Златю Бояджиев, който след преживения инсулт и парализа в резултат на него променя рисуването си. В началото на 80-те години е заместник-председател на Медицинската академия по лечебната част. От 7 април 1981 г. е заслужил лекар (указ № 570 от 7 април 1981). Умира през 2012 г.

## Кратка библиография
- Заимов К. Клиника и патофизиология на някои разстройства на паметта. София: Мед. и физк., 1963.
- Zaimov. K. Über die Pathophysiologie der Agnosien, Aphasien, Apraxien und der Zerfahrenneit des Denkens bei der Schizophrenic. Jena, Fischer, 1965
- Zaimov, K., D. Kitov and N. Kolev, "Aphasie chez un peintre," Encephale, Vol. 58, pp. 377 – 417 (1969).
- Заимов К. Психопатология. София: Наука и изкуство, 1971
- Заимов К. Афективни параадаптивни реакции на личността. София: Мед. и физк., 1988.
- Заимов К. Кодове на миналото в човешката психика. София: ДА, 1997
- Заимов К. Вицът: Елементи за неговото теоретично осмисляне. София: ДА, 2000
- Заимов К. Разходки из дебрите на секса и любовта. София: Пет плюс, 2003
- Заимов К. Несъзнаваното. София: С.А., 2010.
- Заимов К., Заимова, Св. и Килимов, Н. Дневници за развитието на речта, мисленето и емоциите при две деца. София: Болид-инс, 2010.